# MaNet
MaNet è la rete dei musei archeologici delle province di Brescia, Cremona e Mantova. La rete opera sul territorio a partire dal 2004 allo scopo di valorizzare il patrimonio archeologico della Lombardia orientale, creando itinerari tematici e promuovendo servizi educativi in genere.

## Musei della rete
- Villa tardo romana e antiquarium di palazzo Pignano
- Museo archeologico di Ostiglia
- Museo archeologico Aquaria - Gallignano
- Museo civico di Crema e del Cremasco
- Museo civico di Castelleone. Sezione archeologica
- Museo archeologico di Cremona
- Museo civico archeologico di Remedello - Remedello
- Museo civico di Manerbio
- Museo civico archeologico della Valtenesi - Manerba del Garda
- Museo civico archeologico Giovanni Rambotti - Desenzano del Garda
- Brescia. Area capitolina e Museo della città. Santa Giulia
- Museo archeologico della Valle Sabbia
- Civico museo archeologico Platina - Piadena
- Museo civico Goffredo Bellini - Asola
- Museo archeologico dell'alto mantovano - Cavriana
- Museo civico A. Parazzi - Viadana
- Parco archeologico del Forcello - Bagnolo San Vito